# Broncia Koller-Pinell
Broncia Koller-Pinell (25 de febrero de 1863-26 de abril de 1934) fue una pintora expresionista austríaca especializada en retratos y naturalezas muertas.

## Biografía
Nació como Bronisława Pineles en el seno de una familia judía de Sanok (actual Polonia). Su padre, Saul Pineles, era diseñador de fortificaciones militares. En 1870, su familia se trasladó a Viena para poner en marcha una fábrica. Allí cambiaron el apellido familiar por "Pinell", ella recibió clases de pintura con Alois Delug. En 1885 realizó su primera exposición pública. Durante los cinco años siguientes estudió en la "Damenakademie" de la Asociación de Artistas de Múnich, donde tuvo como profesor a Ludwig von Herterich. A continuación expuso en la Künstlerhaus de Viena, en Múnich y Leipzig.  Exhibió su obra en el Edificio de la Mujer en la Exposición Mundial Colombina celebrada en Chicago, Illinois, en 1893 .
En 1896, contra los deseos de su familia, contrajo matrimonio con el físico, industrial e intelectual, Hugo Koller, que era católico. En sus primeros años, vivieron en Salzburgo y Núremberg, pero regresaron a Viena en 1902. Poco después fue aceptada como miembro de la Secesión de Viena. 
Junto a su marido, fue una importante mecenas, tanto su vivienda en Viena como su casa en Oberwaltersdorf, que fue decorada por Josef Hoffmann y Koloman Moser, sirvieron de punto de encuentro para muchos artistas e intelectuales austriacos, como Egon Schiele, Anton Faistauer o Albert Paris Gütersloh. 
Su hijo, Rupert (1896-1976), se convirtió en director de orquesta y estuvo fugazmente casado con Anna Mahler. Su hija Silvia (1898-1963) también fue pintora.
Koller-Pinell murió en Oberwaltersdorf el 26 de abril de 1934.
Su obra se incluyó en la exposición de 2019 Ciudad de mujeres: artistas femeninas en Viena de 1900 a 1938 en la Galería Belvedere de Viena y en 2024, su obra fue objeto de una exposición antológica, en el mismo museo vienés.

## Pinturas seleccionadas

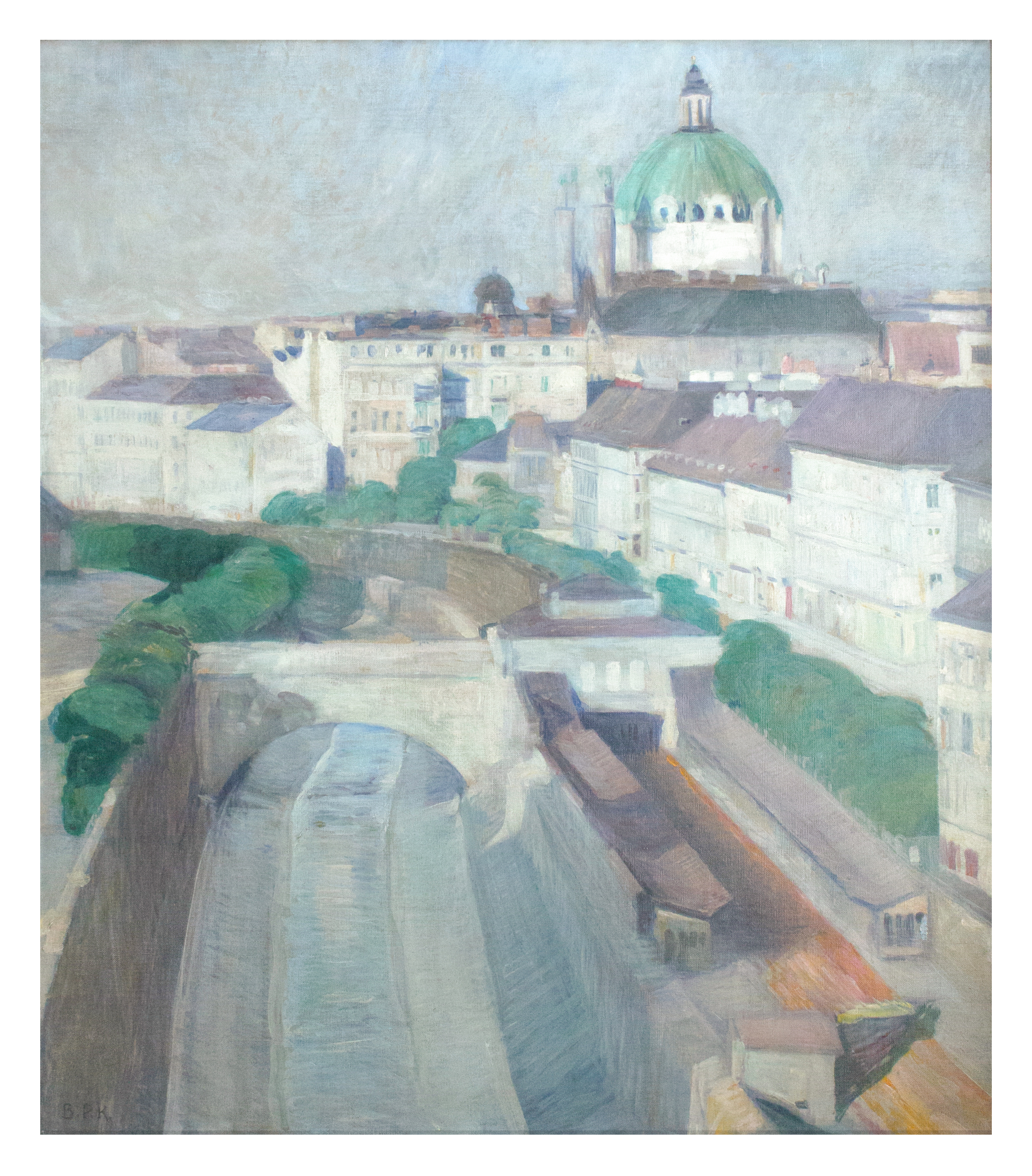
"Blick über das Wiental", 1902
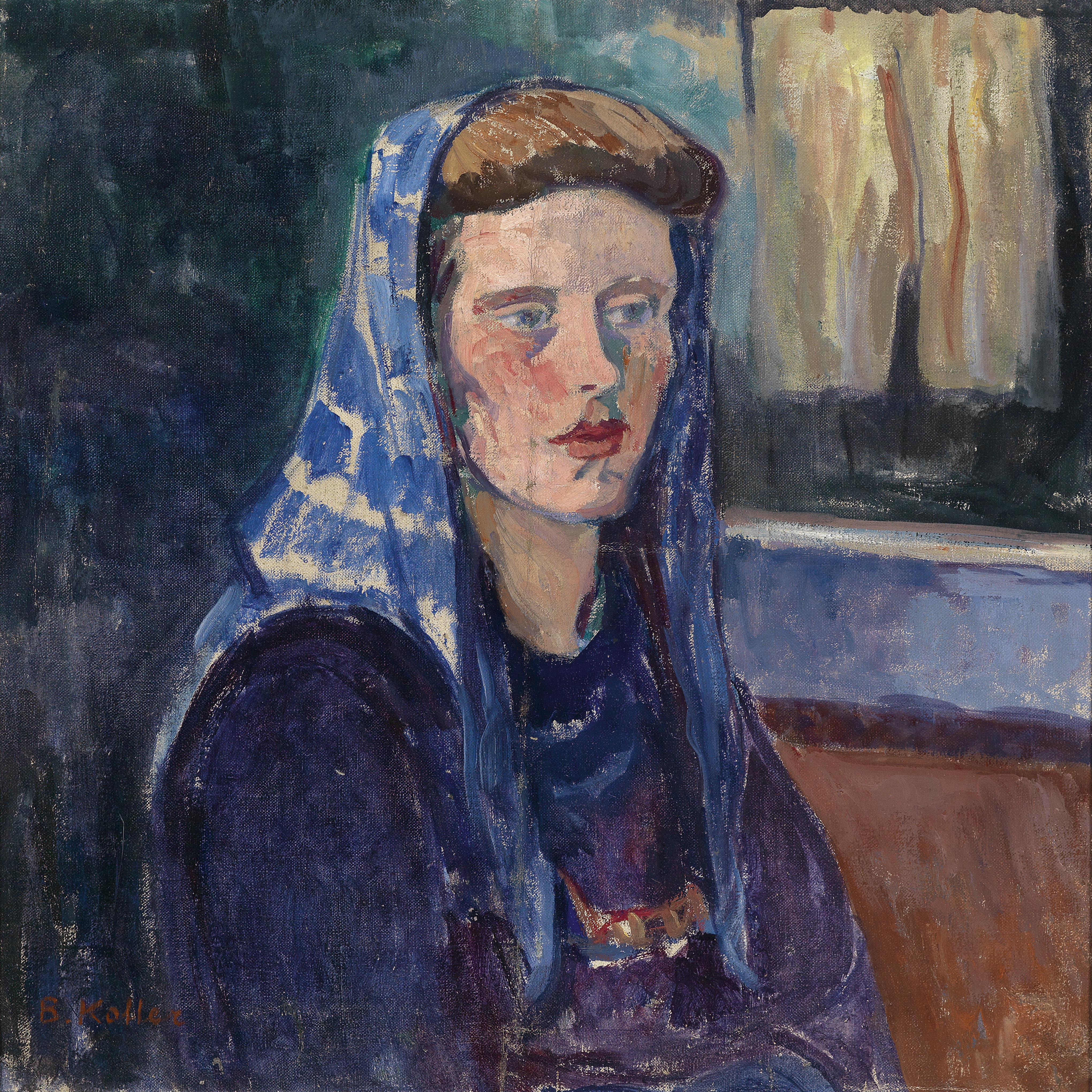
Woman with Blue Headscarf
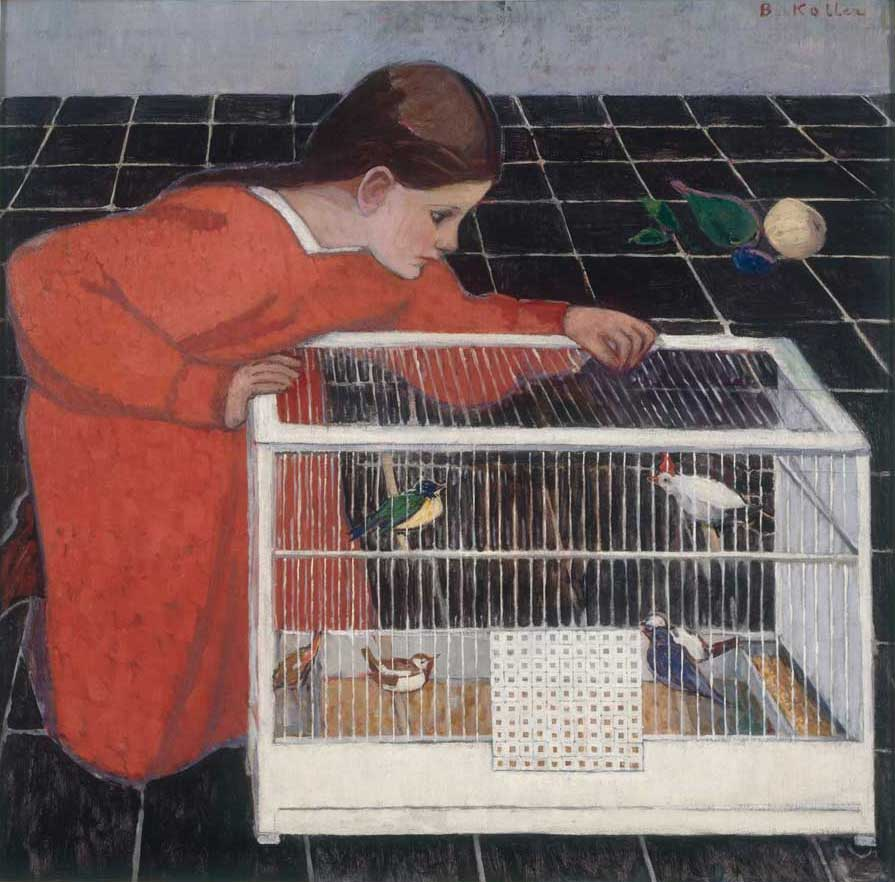
Silvia Koller con jaula (c.1905)
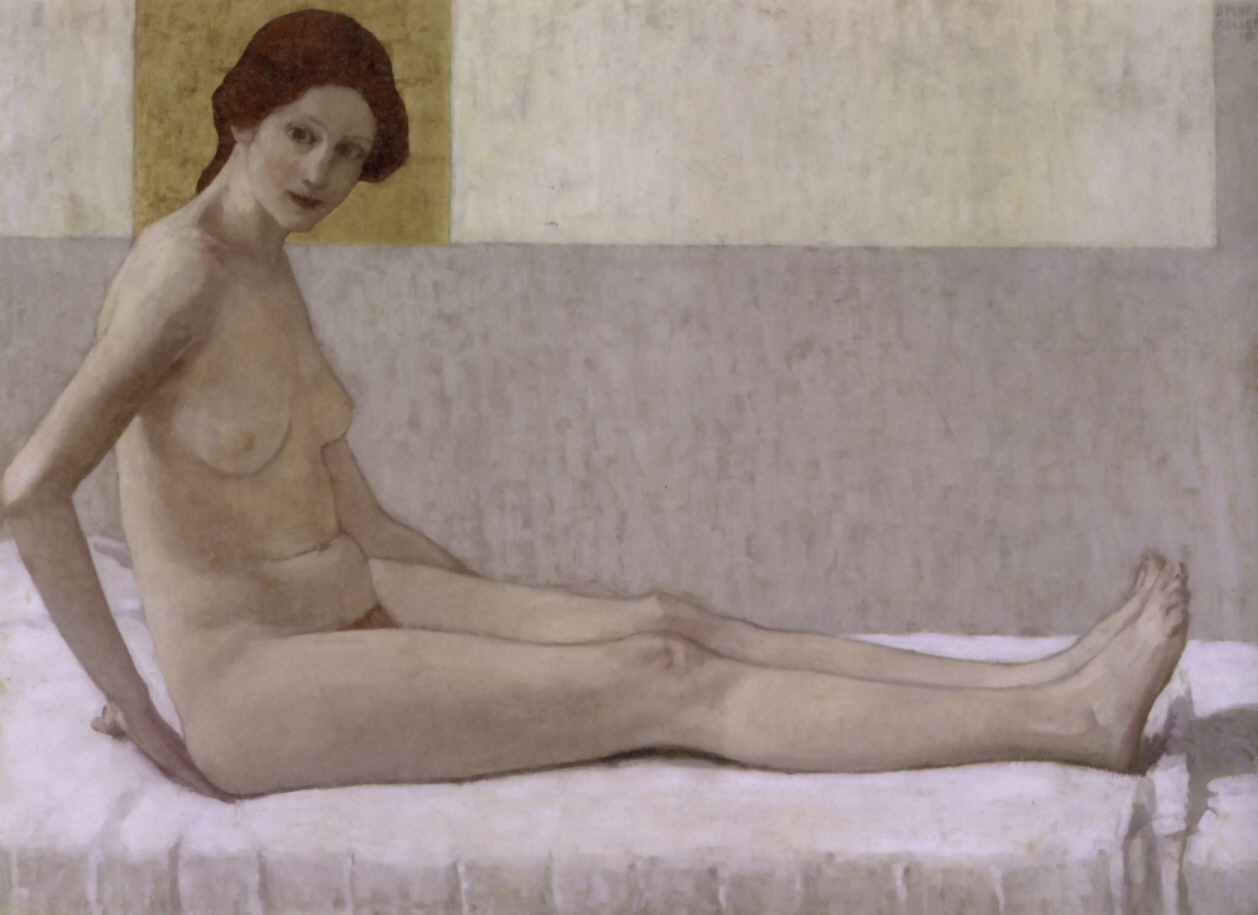
Sitzende (1907)
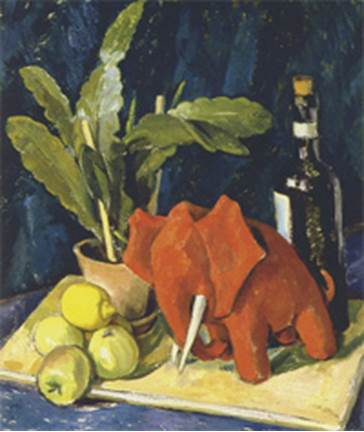
Still-life with Red Elephant (c.1920)
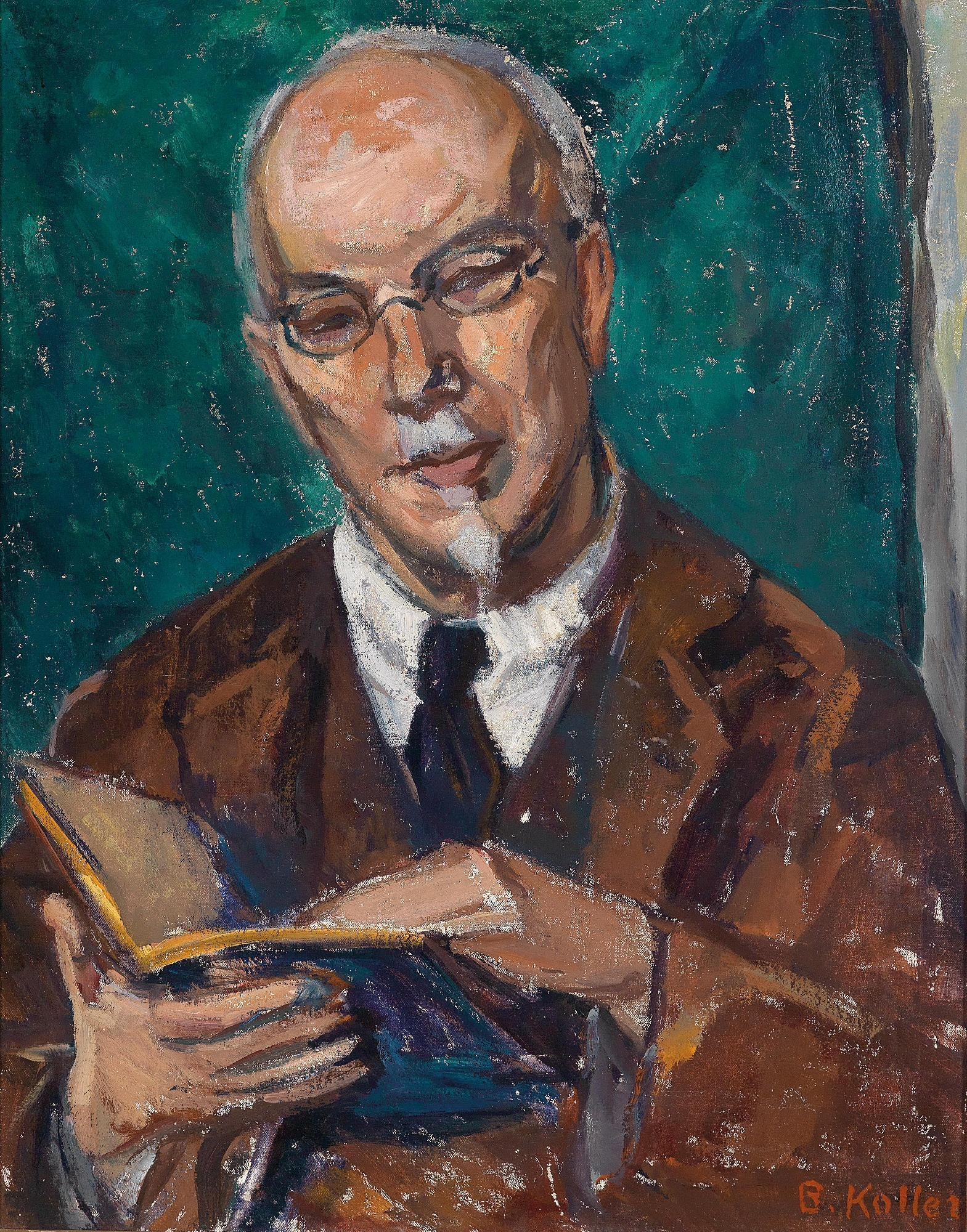
Retrato de Friedrich Eckstein (1920)

 (fecha desconocida)
- Silvia Koller con jaula (c.1905)
- Sitzende (1907)
- Still-life with Red Elephant (c.1920)
- Retrato de Friedrich Eckstein (1920)